# محمد بن ثاني
محمد بن ثاني بن محمد بن ثامر بن علي بن سيف التميمي (نحو 1788 – 18 ديسمبر 1878)، كان أول حاكم من أسرة آل ثاني يتولى حكم كامل شبه جزيرة قطر. اعترفت به رسميًا السلطات البريطانية في سبتمبر 1868، بعد اجتماع عُقد بينه وبين الممثل البريطاني لويس بيلي. ويُعرف محمد بن ثاني بكونه والد الشيخ جاسم بن محمد آل ثاني، مؤسس دولة قطر، والذي تصدّى للجيش العثماني في أواخر القرن التاسع عشر.

## حياته
وُلد الشيخ محمد بن ثاني في منطقة فويرط في قطر، لوالده الشيخ ثاني بن محمد، الذي سبقه في زعامة القبيلة. وكان محمد ثاني أكبر إخوته بعد شقيقه الأكبر، وله أربعة إخوة آخرون.
بدأ الشيخ محمد في بسط نفوذه على شبه الجزيرة القطرية بعد انتقاله مع أسرته من فويرط إلى البدع عام 1848. وقبل هذا الانتقال، كانت كل قبيلة أو مستوطنة في قطر تُدار من قِبل زعيم محلي مستقل، ولم تُسجّل أي حادثة توثق توحد هذه القبائل في معركة مشتركة. كما لم يكن هناك تصور لمفهوم "الأرض الموحدة" أو "الدولة". إلا أنه مع وصول الشيخ محمد بن ثاني إلى البدع، بدأت قطر تكتسب ثقلًا سياسيًا واقتصاديًا ملحوظًا، رغم استمرارها حينها تحت سيادة البحرين الاسمية.
وفي عام 1851، وجد الشيخ محمد بن ثاني نفسه وسط صراع بين فيصل بن تركي إمام إمارة نجد، ومحمد بن خليفة آل خليفة حاكم البحرين. كان فيصل قد سعى طويلًا إلى السيطرة على البحرين، وخاض عدة محاولات سابقة لغزو الجزيرة باءت بالفشل. وفي مايو من العام نفسه، شن فيصل محاولته الثالثة للسيطرة على البحرين، وأمر قواته بالتوجه إلى البدع في قطر لاستخدامها كنقطة انطلاق لغزو البحرين. وردًا على ذلك، دعا علي بن خليفة، ممثل البحرين في قطر، جميع الرجال القادرين على القتال للدفاع عن البدع، كما طلب المساعدة من سعيد بن طحنون آل نهيان حاكم أبوظبي. وقد شارك الشيخ محمد بن ثاني في قيادة القوات القطرية إلى جانب ابنه.
دخلت القوات القطرية وقوات حلفائها في معركة عنيفة استمرت ثلاثة أيام ضد قوات فيصل، عُرفت باسم معركة مسيمير، وذلك في الفترة من 2 إلى 4 يونيو 1851. وفي اليوم الثاني من القتال، انسحبت قوات البحرين وأبوظبي إلى سفنها، ورفضت تقديم أي دعم إضافي للقطريين. وبعد انتهاء المعركة، فاوض الشيخ محمد بن ثاني الإمام فيصل بشكل منفصل، وأبرم معه اتفاقًا يقضي بخضوعه للسلطة الوهابية مقابل بقائه زعيمًا للبدع، وهو ما قبله فيصل. وفي 8 يونيو، استولت القوات القطرية بقيادة الشيخ محمد بن ثاني على برج المعاضيد، وهو برج مراقبة يُشرف على مصدر المياه الرئيسي لمدينة الدوحة، ويقع بالقرب من قلعة البدع التي كانت تتحصن بها قوات علي بن خليفة وسعيد بن طحنون. وفور سماعهم بالنبأ، فرّوا إلى البحرين دون مقاومة، مما أثار غضب فيصل، الذي وبّخ محمد بن ثاني لعدم قيامه بأسرهم.
وفي 25 يوليو 1851، نجح سعيد بن طحنون في التوسط لإبرام معاهدة بين البحرينيين والوهابيين، نصّت على أن يدفع البحرينيون زكاة سنوية للإمام فيصل مقابل تخلّيه عن أي مطالب بقطر، وعودة البدع إلى زعامة علي بن خليفة. وبصفته طرفًا في هذه المعاهدة، وافق الشيخ محمد بن ثاني على التنازل عن منصبه.
وقد أدت تلك المعركة إلى توتر سياسي بين قطر والبحرين، كان من أبرز نتائجه اندلاع الحرب القطرية–البحرينية عام 1867، ثم بروز قطر ككيان سياسي مستقل، وهو ما تجسّد فعليًا في 12 سبتمبر 1868، حين وقع الشيخ محمد بن ثاني معاهدة مع الممثل البريطاني لويس بيلي.
وفي عام 1871، وجّه الشيخ محمد بن ثاني طلبًا إلى العثمانيين في الأحساء يطلب فيه الحماية من أي اعتداء خارجي، غير أن العثمانيين أنفسهم أظهروا العداء للقطريين في العقد ذاته الذي قُدمت فيه هذه المناشدة.

## الوفاة
توفي الشيخ محمد بن ثاني وفاة طبيعية في 18 ديسمبر 1878. وقد أصبح هذا التاريخ لاحقًا اليوم الوطني لدولة قطر، الذي يُحتفل به سنويًا تخليدًا لذكراه

## أبناؤه
أنجب الشيخ محمد بن ثاني ثمانية أبناء، هم ستة أبناء ذكور وابنتان:
| الرقم | الاسم                        | المنصب الحكومي       | سنة الميلاد | سنة الوفاة |
| ----- | ---------------------------- | -------------------- | ----------- | ---------- |
| 1     | الشيخ جاسم بن محمد آل ثاني   | حاكم قطر (1878–1913) | حوالي 1825  | 1913       |
| 2     | الشيخ أحمد بن محمد آل ثاني   | حاكم الدوحة          | 1853        | 1905       |
| 3     | الشيخ فهد بن محمد آل ثاني    | لا يوجد              | غير معروف   | تُوفي صغيرًا |
| 4     | الشيخ عيد بن محمد آل ثاني    | لا يوجد              | غير معروف   | تُوفي صغيرًا |
| 5     | الشيخ جابر بن محمد آل ثاني   | لا يوجد              | 1878        | 1934       |
| 6     | الشيخ ثميم بن محمد آل ثاني   | لا يوجد              | غير معروف   | غير معروف  |
| 7     | الشيخة روضة بنت محمد آل ثاني | لا يوجد              | غير معروف   | غير معروف  |
| 8     | الشيخة موزة بنت محمد آل ثاني | لا يوجد              | غير معروف   | غير معروف  |